# سعدیه مفرح
سعدیّه صابر مُفَرِّح (۲۱ مارس ۱۹۶۴) شاعر، روزنامه‌نگار، منتقد ادبی و نویسندهٔ کویتی است. در شهر الجهراء زاده شد. او دارای مدرک لیسانس زبان عربی از دانشگاه کویت در سال ۱۹۸۷ است. به عنوان سردبیر فرهنگی در بخش فرهنگی روزنامه‌های «الوطن» و «القبس» کار کرد. جایزهٔ اول خلاقیت فکری در سال ۱۹۹۲ به عنوان بخشی از جوایز سعاد الصباح به او رسید. او یکی از مهم‌ترین شخصیت‌های شعری منطقهٔ خلیج به‌شمار می‌آید. آثارش به بسیاری از زبان‌های خارجی ترجمه شده و در شماری از برنامه‌های آموزشی در داخل و خارج از کویت تدریس شده است. مفرح کتاب‌های بسیار منتشر کرده که شامل شعر، نقد ادبی و آنتولوژی می‌شود. در سال ۲۰۱۱، زندگی‌نامهٔ خود را منتشر کرد. از ۲۰۲۲، به عنوان مشاور فرهنگی و رسانه‌ای و همچنین عضو هیئت داوران جایزه بوکر عربی فعالیت می‌کند.

## زندگی و پیشه
سعدیه صابر مفرح در ۲۱ مارس ۱۹۶۴ در جهرای کویت به دنیا آمد.از مدارس الجهرا فارغ‌التحصیل شد و دیپلم دبیرستان خود را با درجهٔ ممتاز گرفت. به دانشگاه کویت پیوست و در سال ۱۹۸۷ از گروه زبان عربی فارغ‌التحصیل شد. وی از ژانویه ۱۹۸۸ به عنوان سردبیر فرهنگی در بخش فرهنگی روزنامهٔ «الوطن» مشغول به کار شد و در سال ۱۹۹۳ به روزنامهٔ «القبس» نقل مکان کرد. به عنوان ستون‌نویس ثابت در روزنامه‌های «القبس» کویت، مجلهٔ «العربی» کویت، مجلهٔ «کویت» کویت، روزنامهٔ «الریاض» عربستان، روزنامهٔ «اثیر» عمان، روزنامهٔ «العربی الجدید» لندن، روزنامهٔ الکترونیکی «التقریر»، روزنامهٔ الکترونیکی «ایوان ۲۴» و مجلهٔ «الیمامه» کار می‌کند. او همچنین در نوشتن مقالات انتقادی و بررسی روزنامه‌های هفتگی و ماهانه در برخی از روزنامه‌ها و مجلات عربی شرکت می‌کند.
اشعار او در بسیاری از روزنامه‌ها و مجلات عربی به چاپ رسیده است. او رویکرد ادبی خاص خود را دارد که شعر و روزنامه‌نگاری را در هم می‌آمیزد و با اولین کتاب خود در سال ۱۹۹۰ به نام «آخرین رؤیاپردازان» که مجموعه شعری کوچکی بود، شروع کرد. روزنامهٔ بریتانیایی «گاردین» او را به عنوان نمایندهٔ کویت در نقشهٔ شعر جهان و جنبش جهانی شاعران، او را به عنوان سفیر شعر عربی در کویت برگزیدند. بسیاری از اشعار و آثار او به تعدادی از زبان‌های جهان مانند: انگلیسی، فرانسوی، آلمانی، اسپانیایی، سوئدی، لهستانی، ایتالیایی، تاجیکی، فارسی، عبری و اردو ترجمه شده است. او به عنوان داور برای تعدادی از جوایز ادبی محلی و عربی خدمت کرده است. او عضو کمیتهٔ توسعهٔ برنامه درسی زبان عربی برای مرحلهٔ ابتدایی در وزارت آموزش و پرورش کویت است. تعدادی جوایز قدردانی را در سطح دانشگاه دریافت کرد، همچنین جایزهٔ اول خلاقیت فکری در سال ۱۹۹۲ به عنوان بخشی از جوایز سعاد الصباح به او رسید. از ۲۰۲۲، به عنوان مشاور فرهنگی و رسانه ای برای چندین رسانه و همچنین عضو هیئت داوران جایزه بوکر عربی فعالیت می‌کند.

## آثار
از جمله مجموعه شعرهای وی:
- آخر الحالمين: کویت، ۱۹۹۰.
- تغيب فأسرج خيل ظنوني: دارالجدید، بیروت، ۱۹۹۴.
- كتاب الآثام: ادارهٔ عمومی کتاب مصر، قاهره، ۱۹۹۷.
- مجرد مرآة مستلقية: دارالمدی، دمشق، ۱۹۹۹.
- النخل والبيوت: شعر برای کودکان، مجلهٔ العربی، کویت، ۱۹۹۹.
- قبر بنافذة واحدة: برگزیده‌های شعری، ادارهٔ عمومی کتاب مصر، قاهره، ۲۰۰۸.
- ليل مشغول بالفتنة: الدار العربیة للعلوم، بیروت، ۲۰۰۸.
- مشية الإوزة (خطواتها موزعة على 6 كتب شعرية): مجموعه‌ای از شش دفتر شعری است که پیشتر چاپ شد، مشعی للنشر و الدار العربیة للعلوم، بیروت-منامه، ۲۰۱۰.
- كم نحن وحيدتان يا سوزان: الدار العربیة للعلوم، بیروت، ۲۰۱۲.
- يقول اتبعيني يا غزالة: برگزیده‌های شعری، کویت، ۲۰۱۳.
- مشاغب وأنيق: الدار العربیة للعلوم، بیروت، ۲۰۱۷.

کتاب‌ها:
- تواضعت أحلامي كثيرا: بنیاد مطالعات و انتشارات عرب، بیروت-امان، ۲۰۰۶.
- حداة الغيم والوحشة: الجزایر، ۲۰۰۸.
- ديوان الشعر العربي في الربع الأخير من القرن العشرين، الخليج العربي: یونسکو، ۲۰۰۸.
- شهوة السرد:هوامش على حافة التأويل: الدار العربیة للعلوم، ۲۰۱۰.
- وجع الذاكرة: 15 شاعرا من فلسطين: مجلهٔ العربی، کویت، ۲۰۱۰.
- سين…! نحو سيرة ذاتية ناقصة: زندگی‌نامه، الدار العربیة للعلوم، بیروت، ۲۰۱۱.
- ويسهر الخلق: سيرة ومختارات الشعراء العرب، الجزء الأول: کویت، ۲۰۱۳.
- هذا الجناح جناحي: الدار العربیة للعلوم، بیروت، ۲۰۱۵.
- وتلفت القلب: دار کلمات، کویت، ۲۰۱۷.
- أسطورة زرقاء بكحل أسود: دار کلمات، کویت، ۲۰۱۷.
- صانع البهجة:بحوث ودراسات في مسيرة الفنان عبد الحسين عبد الرضا: به اشتراک، کتارا، دوحه، ۲۰۱۸.
- في حضرة المنسي:بحوث ودراسات في إبداع الروائي إسماعيل فهد إسماعيل: به اشتراک، کتارا، دوحه، ۲۰۱۹.
- جنة النوتيلا:يوميات تحت سماء الشعر: دار شفق، کویت، ۲۰۲۳.